# NGC 2798
NGC 2798 é uma galáxia espiral barrada (SBa/P) localizada na direcção da constelação de Lynx. Possui uma declinação de +42° 00' 00" e uma ascensão recta de 9 horas, 17 minutos e 22,9 segundos.
A galáxia NGC 2798 foi descoberta em 14 de Janeiro de 1788 por William Herschel.